# دمبدف عثمان
دمبدف عثمان (بالفارسية: دمبدف عثمان) هي قرية تقع في البلدة المركزية في إيران. يقدر عدد سكانها بـ 333 نسمة بحسب إحصاء 2016.